# Victor Janson
Pour les articles homonymes, voir Janson.
Victor Janson, né Viktor Janson le 25 septembre 1884 à Riga (Empire russe aujourd'hui Lettonie) et mort le 29 juin 1960 à Berlin, est un acteur et réalisateur allemand.
Il fut également un réalisateur qui débuta en 1919 avec le cinéma muet jusqu'en 1939 peu avant la Seconde Guerre mondiale.

## Biographie
Arrivé à Berlin à l'âge de dix-sept ans, après avoir suivi des cours de théâtre et de chant, Janson poursuit sa formation artistique. Sa carrière professionnelle commence en 1904, sur scène de Landestheater de Detmold. En 1905, il travaille à Libau, en 1906 à Nysa et, en 1908, à Opole, où il se tourne pour la première fois vers la mise en scène.
En 1909, Janson est engagé dans la troupe de Theater am Schiffbauerdamm de Berlin. En tant qu'acteur de genre, il travaille dans les années suivantes au Théâtre central et au Residenztheater. Dans le cadre d'une tournée d'opérette, il atteint l'Amérique du Sud.
Il commença sa carrière cinématographique comme acteur en 1913 à l'époque du cinéma muet. Il tourna dans 114 films jusqu'en 1953.
Parmi ses réalisations au cinéma on peut noter L'Homme d'action (1919), Tresse et Épée - une grande princesse (1926) et Vienne, ville de mes rêves (1927). Après l'arrivée du cinéma sonore, Victor Janson poursuit sa carrière d'acteur - principalement dans des rôles comiques.
Jusqu'en 1939, Victor Janson dirige ses productions notamment les films comme La Femme de l'année (1931), Le Bleu du ciel (1932), Elle et les trois (1935), Fille en blanc (1936) et Qui embrasse Madeleine (1939).
Au début des années 1950, il est acteur de doublage dans quelques films américains, dont Alice au pays des merveilles de Walt Disney Productions. Jusque dans les années 1950, il se produit à Berlin, notamment au Schlossparktheater et au Schiller Theater.
Depuis le 29 octobre 1920, Janson était marié à la chanteuse Hélène Landt-Merviola, connue sous le nom d'Hélène Merviola.
Victor Janson a est enterré dans le cimetière de Berlin-Wilmersdorf.

## Filmographie partielle

### Comme réalisateur
- 1918 : Der gelbe Schein
- 1919 : Der Mann der Tat
- 1920 : Die Dame in Schwarz
- 1925 : Der Trödler von Amsterdam (de)
- 1926 : La Divorcée
- 1926 : La Carrière d'une midinette
- 1929 : La Princesse de cirque
- 1930 : Le Roi du Danube
- 1931 : L'Étudiant pauvre
- 1932 : Das Blaue vom Himmel
- 1932 : Une nuit à Vienne (Es war einmal ein Walzer)
- 1933 : Der Zarewitsch
- 1939 : Qui embrasse Madeleine (Wer küßt Madeleine?)

### Comme acteur
- 1917 : Das Bacchanal des Todes de Richard Eichberg
- 1918 : Ferdinand Lassalle
- 1918 : Meine Frau, die Filmschauspielerin d'Ernst Lubitsch
- 1918 - 1919 : Keimendes Leben de Georg Jacoby
- 1919 : La Poupée (Die Puppe) d'Ernst Lubitsch
- 1921 : La Chatte des montagnes d'Ernst Lubitsch
- 1927 : Au bout du monde (Am Rande der Welt) de Karl Grune
- 1942 : Un grand amour (Die große Liebe) de Rolf Hansen
- 1943 : Les Aventures fantastiques du baron Münchhausen de Josef von Báky
- 1944 : La Femme de mes rêves de Georg Jacoby
- 1946 : L'Extravagant Millionnaire (Peter Voss, der Millionendieb) de Karl Anton
- 1953 : La Rose de Stamboul de Karl Anton